# スティーブンス砦の戦い
スティーブンス砦の戦い（スティーブンスとりでのたたかい、英:Battle of Fort Stevens）は、南北戦争の1864年のバレー方面作戦中1864年7月11日と12日に、コロンビア特別区北西部で起こった戦闘である。南軍ジュバル・アーリー中将軍と北軍ホレイショ・ライト少将軍との間で戦われ、北軍が勝利した。

## 背景
1864年6月、アーリーは、リッチモンド周辺を守るロバート・E・リー将軍の北バージニア軍から第2軍団とともに派遣されて、シェナンドー渓谷から北軍を追い払い、もし可能ならばメリーランド州に侵攻してボルチモア・アンド・オハイオ鉄道を妨害し、さらに可能ならばワシントンD.C.を脅かすよう命令を受けた。メリーランド州に侵攻すれば北軍のユリシーズ・グラント中将がその脅威に対抗するためにワシントン防衛のための軍隊を送らねばならず、アメリカ連合国の首都を包囲している軍隊の勢力を削ぐことになると期待された。
アーリーの第2軍団は6月18日のリンチバーグの戦いにおける短期決戦で北軍デイビッド・ハンター少将の西バージニア軍を容易に打ち負かし、シェナンドー渓谷を下って7月5日にはメリーランド州に入り、シャープスバーグ近くに達した。続いて東に転じ、7月7日にフレデリックに到着した。2日後、アーリー軍がワシントン進軍の準備をしている時に、北軍ルー・ウォーレス少将が小さな寄せ集めの部隊を率い、リッチモンドからジェイムズ・リケッツ少将の指揮で派遣された第6軍団からの2個旅団がギリギリに到着したのにも助けられ、モノカシーの戦いで南軍の進軍に対する抵抗を試みた。
この戦闘は午前8時頃から午後4時頃まで続いたが、最終的にはアーリー軍団がモノカシーと首都ワシントンの間にある事実上唯一の軍隊だったこの小さな北軍を撤退させた。この戦闘後アーリー軍はワシントンへの進軍を再開し、7月11日の正午頃にシルバースプリングに近い北東境界に達した。アーリーは戦闘に続く暑苦しい夏の日の長い行軍の後であり、また前面の北軍陣地の強さが分かっていなかったので、ワシントン周辺の要塞に対して翌日までその軍隊を向かわせないことにした。
アーリーのメリーランド州侵攻は望みどおりグラントを動かし、7月9日にホレイショ・ライト少将の指揮で第6軍団の残りと第19軍団をワシントンに派遣させた。この軍隊が蒸気船を使って7月11日の正午頃ワシントン南東部に到着したが、これはアーリーがその先導部隊と共にスティーブンス砦の外郭に到着したのとほぼ同じ時刻だった。

### 有り余った北軍の将軍
第6軍団の到着で是非とも欲しかった古参兵の援軍がもたらされた。これはまたごちゃ混ぜになっていた北軍の指揮系統にもう一人の高級士官が加わることでもあった。ワシントンの防衛軍は主要戦線から外されたか怪我や病気のために野戦指揮が取れない多くの将軍達の溜まり場になっていた。アレクサンダー・マクックは外された方の一人であり、チカマウガの戦い後に指揮官を解任されて以来指揮を執っていなかった。しかし、マクックはポトマック川とワシントン防衛軍の指揮官職にあり、ワシントン軍管区を指揮するクリストファー・コロンバス・オーガーよりは上級だった。オーガーはまた第22軍団の指揮官でもあり、その軍団は首都の防御工作を受け持っていた。参謀長のヘンリー・ハレックはニューヨーク市のクィンシー・A・ギルモア将軍を呼びつけ、第19軍団からの分遣隊の指揮を執らせた。アメリカ陸軍主計総監モンゴメリー・メグズはマクックの直接指揮下にある「緊急師団」の指揮を執った。総司令官であるエイブラハム・リンカーン大統領自らも戦場に到着した。マクックはアーリーの進軍に直面してあまりにも多くの将軍がいる現実を整理しようと務めた。将軍達の中から自分自身は外せず、あちら立てればこちらが収まらない状況だったが、何とか機能する指揮系統を作り上げた。マクックが総指揮を執り、ギルモアが砦の北東前線（リンカーン砦からトッテン砦まで）の指揮を受け持ち、メグズは北の前線（トッテン砦からデラッシー砦まで、スティーブンス砦を含む）、オーガーの第1師団指揮官マーティン・D・ハーディン准将が北西前線（デラッシー砦からサムナー砦まで）の指揮を受け持つことになった。ライトと第6軍団は予備隊とされたが、マクックは即座に古参兵の軍隊がアーリー軍に対して前線に出る必要があると言ってこれに反対する決定を下した。実際にハーディン隊がいくらか軽い小競り合いに参戦したが、マクックが意図したようにライトの古参兵部隊が戦闘の矛先に立った。

## 戦闘
ライトの軍団がワシントンに到着した頃に、アーリー軍団はスティーブンス砦の胸壁前に到着し始めたが、アーリーは砦を守る勢力が不明なこと、アーリー軍の多くがまだ進軍中であること、およびその兵士達は異常な暑さと6月13日以来行軍を重ねて来たという事実のために疲労していたので攻撃を遅らせた。さらに南軍兵の多くがメリーランド州シルバースプリング創設者の息子モンゴメリー・ブレアの家を略奪していた。彼らはブレア邸と呼ばれる邸宅の地下室でウィスキーの樽を発見し、飲みすぎて朝は気分良く出発できなかった。このことで北軍はさらに防御を固めることができた。
午後3時頃、南軍はその勢力の大半が到着し、小競り合いを始めて、北軍第22軍団のハーディン師団と砲兵隊に支援された散兵線が守る防衛軍の力を探った。南軍が攻撃を開始する頃に第6及び第19軍団の先遣隊が砦に到着し、歴戦で鍛えられた部隊で補強された。戦闘は午後5時頃に始まり、南軍の騎兵隊が北軍前哨線を押し返した。北軍の反撃で南軍の騎兵隊を後退させ、その後は激しい小競り合いの時を含めて夜のあいだ両軍が対峙しあった。北軍の前線は砦の大砲から援護されており、南軍の狙撃兵が遮蔽に使っていた南軍陣地の多くの家を壊した。
エイブラハム・リンカーン大統領とその妻メアリーおよび何人かの士官が馬で攻撃を見るために乗り出し、短時間敵の砲撃に曝されることがあって、スティーブンス砦の胸壁で大統領の隣に居た軍医が負傷した。リンカーンは無愛想に一人の士官、恐らくはホレイショ・ライトに遮蔽をするよう命じたが、おそらくは作り話だがその士官は後に最高裁判事になったオリバー・ウェンデル・ホームズ・ジュニアだったということである。
元アメリカ合衆国副大統領で、1860年の大統領選挙ではリンカーンの対抗馬だったジョン・ブレッキンリッジはこの時南軍の指揮官の一人だった。スティーブンス砦の戦いはアメリカ史の中でも唯一、大統領選挙で戦った者同士が前線を挟んで向かい合い、また現職の大統領が戦火の下にあるという機会だった。ブレッキンリッジはリンカーンの妻メアリー・トッド・リンカーンの従兄弟であり、彼女が若いときの求婚者だった（1860年大統領選挙もう一人の対抗馬スティーブン・ダグラスもメアリー・トッドの求婚者だった）。
小競り合いは7月12日になっても続き、アーリーは遂にワシントンは大きな損失なくしては占領できず、それはあまりに厳しいものになってその試みの成果を保障できないと結論付けた。その軍団は12日の夜に撤退しメリーランド州モンゴメリー郡に退いて、7月13日にはホワイトフェリーでポトマック川を渉ってバージニア州リーズバーグに戻った。アーリーは戦闘後にその士官たちに向かって、「少佐、我々はワシントンを取れなかったが、我々はエイブ・リンカーンに地獄の思いをさせた。」と語った。それは北軍がライトの指揮で追撃に出発したほぼ前日のことだった。

## 戦場跡
スティーブンス砦は現在アメリカ合衆国国立公園局によって維持されている。ワシントンの北西13番街に近く、リッテンハウス通りとクァッケンボス通りの間にある。戦場墓地が近くのジョージア・アベニュー6625番地にある。